# جوديث بلاكلوك
جوديث بلاكلوك (بالإنجليزية: Judith Blacklock)‏ هي كاتِبة بريطانية، ولدت في القرن العشرين.